# Rituals (Rotting Christ)
Rituals è il dodicesimo album in studio del gruppo musicale Rotting Christ, pubblicato il 2016 dalla Season of Mist. 

## Tracce
1. In Nomine Dei Nostri - 4:57
2. זה נגמר (Ze Nigmar) - 4:43
3. Ἐλθὲ κύριε (Elthe Kyrie) - 4:49
4. Les Litanies de Satan (Les Fleurs du Mal) - 3:55
5. Ἄπαγε Σατανά (Apage Satana) - 3:50
6. Του θάνατου (Tou Thanatou) (cover di Nikos Xylouris) - 3:37
7. For a Voice like Thunder - 6:11
8. Konx om Pax - 6:21
9. देवदेवं (Devadevam) - 5:18
10. The Four Horsemen (cover degli Aphrodite's Child) - 5:24

## Formazione
- Sakis Tolis - voce, chitarra, basso, tastiera, testi
- Themis Tolis - batteria